# حسین الجسمی
حسین الجسمی (عربی: حسين الجسمي) خواننده ای اهل امارات متحده عربی است. وی يكي از مشهور ترین خوانندگان دنیای عرب است. جسمی در سال ۲۰۰۲ میلادی اولین آلبوم خود را منتشر کرد.
آثار جسمی در یوتیوب بیش از ۲۴۰ میلیون بار بازدید شده‌است.
| برخی تک آهنگ‌ها        |
| --------------------- |
| بشرة خیر              |
| وتبقی لی              |
| حبیبی برشلونی         |
| ابشرک                 |
| مرنی                  |
| فقدتک & والله ما یسوی |
| رعاک الله             |
| متی متی               |
| الصراط المستقیم       |
| ستة الصبح             |
| أما براوه             |
| الجبل                 |
| ما نسینا              |
| غالی                  |

## کاهش وزن
وی به علت نوعی بیماری غددی از بیماری چاقی مفرط رنج میبرد که بعد از مشکلات زیادی که در سال ۲۰۰۶ در یک‌ برنامه تلویزیونی در هنگام راه رفتن برای وی اتفاق افتاد تصمیم به کاهش وزن گرفت و پس از چند عمل جراحی وزن خود را به میزان قابل توجهی کاهش داد که باعث تغییر زیادی در چهره او نیز شد.